# Teorema de Nash-Moser
El Teorema de Nash–Moser, atribuït als matemàtics John Forbes Nash i Jürgen Moser, és una generalització del teorema de la funció inversa en l'espai de Banach a una classe de "domar" en l'espai de Fréchet.

## Introducció
A diferència del cas espai de Banach, en què la inversió de la derivada en un punt és suficient perquè un mapa sigui invertible localment, el teorema de Nash-Moser requereix que la derivada sigui invertible en una zona. El teorema s'utilitza àmpliament per provar l'existència local per a equacions diferencials no lineals en espais de funcions contínuament diferenciables. És especialment útil quan la inversa a la derivada "perd" els derivats i, per tant, el teorema de la funció implícita de l'espai Banach no es pot utilitzar.

## Història
Mentre Nash (1956) va originar el teorema com un pas en la demostració del teorema de la incrustació de Nash, Moser va mostrar que els mètodes de Nash podrien ser aplicats amb èxit per resoldre problemes d'òrbites periòdiques en la mecànica celeste.